# Guillermo Díaz (zapaśnik)
Guillermo Díaz Gutiérrez (ur. 29 września 1964) – meksykański zapaśnik. Dwukrotny olimpijczyk w stylu klasycznym. Zajął jedenaste miejsce w Barcelonie 1992 i osiemnaste w Atlancie 1996. Startował w kategoriach od 90 do 130 kg. Na wielu zawodach walczył w obu stylach zapaśniczych.
Zdobył brązowy medal na Igrzyskach Panamerykańskich w 1983 roku. Cztery razy stawał na podium Mistrzostw Panamerykańskich i Igrzysk Ameryki Środkowej i Karaibów. Drugie miejsce na mistrzostwach Ameryki Centralnej w 1984 i 1990 i trzecie w 1990 (styl wolny) roku. Wicemistrz świata juniorów z 1980 roku.